# Milei - La Serie
Milei - La Serie (o también La Serie de Milei) es una docuserie indie argentina al mando de Santiago Oría (quien ya había hecho un film similar llamado «La Revolución Liberal»). La serie muestra la vida del presidente argentino, Javier Milei, desde antes de llegar a la función pública hasta que asumió la presidencia.
La serie cuenta con 6 episodios de aproximadamente 30 minutos cada uno. Y se estrenó el 11 de septiembre de 2024 en X.

## Producción
El encargado del proyecto es el cineasta Santiago Oría, quien en mayo de 2024 fue designado al frente como director de Realización Audiovisual de la Presidencia, quién adelantó a inicios de agosto en  su cuenta social X que estuvo trabajando durante sus tiempos libre para la narración de «la epopeya de Javier Milei desde cero a presidente de la Nación». Agregó que «puede servir de inspiración para guerreros de la libertad en todas partes del mundo y para las generaciones venideras».
Más tardar el vocero presidencial, Manuel Adorni, respondió a CNN que el proyecto es privado y no representa gastos de fondos públicos. «Nada tiene que ver el Estado ni el Gobierno», aseguró. Según dijo Oría, trabaja en la serie «en su tiempo libre» con material «100% de archivo» con aportes audiovisuales de personas que también siguieron a Milei durante la campaña. Además, dijo que es su «aporte al movimiento».
La serie cuenta con un total de 6 episodios cada uno y una duración de 30 minutos aproximadamente por episodio, la serie fue lanzada el 11 de septiembre de 2024.

## Premisa
Los capítulos muestran a Milei desde sus inicios, cuando aún no se dedicaba a la política y aparecía en programas de televisión como panelista, hasta el momento en el que ganó el balotaje contra Sergio Massa y se convirtió en el presidente de la Argentina. En el medio se verá su recorrido por las elecciones de 2021, sus épocas como diputado y las PASO de 2023.